# 萊克奧斯維戈
萊克奧斯維戈（Lake Oswego）是美國奧勒岡州克拉克默斯縣的一座城市，人口40,731。萊克奧斯維戈位於奧勒岡州最大城市波特蘭南方約13公里，1847年建立，1910年注册为城市。